# Grézet-Cavagnan
Grézet-Cavagnan é uma comuna francesa na região administrativa da Nova Aquitânia, no departamento Lot-et-Garonne. Estende-se por uma área de 12,33 km². Em 2010 a comuna tinha 390 habitantes (densidade: 31,6 hab./km²).